# Hyphessobrycon eques
Cá hồng tử kỳ hay còn gọi là cá hồng nhung (Danh pháp khoa học: Hyphessobrycon eques) là một loài cá trong họ Characidae phân bố ở Nam Mỹ từ Paraguay đến Brasil. Đây là một loài cá được ưa chuộng để sử dụng làm cá cảnh. 

## Đặc điểm
Cá hồng nhung có nền thân màu vàng cam với 1 đốm đen đặc trưng sau nắp mang. Các vây màu đỏ cam, riêng vây lưng có 1 màu đen lớn và mép vây hậu môn có viền đen. Cá dễ nuôi, thích hợp môi trường nước có tính axit nhẹ.Chúng trông khá giống với loài Hyphessobrycon megalopterus (còn được gọi là cá hắc kỳ).
Chúng thích hợp ở nhiều tầng nước. Cá dễ nuôi, thích hợp cho người mới nuôi cá cảnh.Cá hắc kỳ có tập tính sống bầy đàn và dễ đẻ trứng phân tán trong bể thủy sinh, chúng là loài khỏe mạnh.

## Thức ăn
Cá hồng tử kỳ ăn tạp từ thực vật đến giáp xác, trùng, côn trùng, thức ăn viên.

## Sinh sản
Cá hồng tử kỳ dễ sinh sản trong bể nuôi, đẻ trứng phân tán, trứng dính trên giá thể cây thủy sinh.